# 伊利奥马尔县
伊利奥马尔县是东帝汶民主共和国劳滕区的一个县，  2004年人口统计是，该县人口为6,726。该县面积302.17平方公里，2010年人口普查时时人口为7201，县治位于伊利奥马尔。